# Cincinnatus Leconte
Jean-Jacques Dessalines Michel Cincinnatus Leconte (29 de septiembre de 1854 - 8 de agosto de 1912) fue un político haitiano y presidente de Haití entre el 15 de agosto de 1911 y el 8 de agosto de 1912. Era bisnieto de Jean-Jacques Dessalines.
Fue ministro del Interior bajo la presidencia de Pierre Nord Alexis, pero huyó a Jamaica cuando Alexis fue derrocado por un golpe de Estado en 1908. 
Leconte regresó a Haití en 1911 y organizó un ejército que derrocó al presidente François C. Antoine Simon. El Parlamento lo designó Presidente constitucional para el período 1911-1918.
Es considerado un gobernante reformista que hizo mejoras en la infraestructura del país, como la pavimentación de calles, aumentos salariales de los maestros, la extensión del servicio telefónico y la disolución parcial del ejército nacional, como, asimismo, disminuyó la inmigración y puso restricciones legales a las empresas.
Leconte murió en el atentado que consistió en una explosión que destruyó el Palacio Nacional.